# Matevž Kordež
Matevž Kordež, slovenski smučarski tekač, * 13. september 1919, Radovljica, † maj 1992, Kranj.
Kordež je bil član reprezentance SFRJ na Zimskih olimpijskih igrah 1948. Nastopil je v ekipnem smučarskem teku na 10 km (4x10 km), kjer je ekipa dosegla 9. mesto. 
Na istih olimpijskih igrah je nastopil še v smučarskem teku na 50 km, kjer je osvojil 16. mesto ter v teku na 18 km, kjer je končal na 53. mestu.
Kasneje je nastopil tudi na Zimskih olimpijskih igrah 1956 v Cortini d'Ampezzo, kjer je nastopil v teku na 15 in 30 km ter v štafeti 4 x 10 km. V teku na 15 km je osvojil 49. mesto, v teku na 30 km pa 32. Štafeta je igre končala na 13. mestu.
Njegova sestra je bila Angela Kordež, prav tako smučarska tekačica in olimpijka.